# Невзрывчатое разрушающее вещество
Невзрывчатое разрушающее вещество (англ. Non-explosive demolition agents; НРВ) предназначено для безвзрывного разрушения хрупких горных пород, бетона, железобетона, кирпичной кладки и других объектов при температуре окружающей среды от −10°до +70°С, а также как расширяющая добавка для ремонта подземных объектов, скважин. Разрушает быстрее и экономичнее, чем при использовании механического и гидравлического оборудования. Производит разрушение безопасным и точным способом, без вибрации и шума, без выделения вредных газов, наносящих ущерб экологии. Не требует приостановки других работ. Наилучшее средство для разрушений под водой. Не требует специальных разрешений на использование, не требует специально обученного персонала, так как очень просто в использовании. Может использоваться в закрытых помещениях и в местах с ограниченным доступом. Может использоваться в зонах, обозначенных как взрывоопасные и пожароопасные. Может использоваться для разрушения камня или бетона. Может использоваться как расширяющая добавка в смесь для ремонта и бурения нефтяных и газовых скважин.
С помощью НРВ можно осуществлять разрушение объектов непосредственно в действующих цехах, населённых пунктах и т. д. с полной безопасностью для окружающей среды, так как действие НРВ не сопровождается какими-либо колебаниями, выбросом твёрдых или газообразных продуктов.
При работе с невзрывчатым расширяющимся порошком необходимо соблюдать технику безопасности, а именно: использовать защитные очки, респиратор и рукавицы, так как невзрывчатое вещество (НРВ) — щелочная среда и вызывает ожоги при попадании на кожу; не заглядывать в шпуры, залитые рабочей смесью, так как возможен самопроизвольный выброс смеси, особенно в жаркое время года; при попадании вещества на кожу или глаза необходимо обильно омыть это место водой.
Многие патенты описывают невзрывчатые разрушающие вещества, в которые входят СaО, SiO2 и/или цемент.